# Sport a Napoli
Napoli vanta una lunga tradizione sportiva in campo nazionale e internazionale.
Numerose squadre cittadine hanno gareggiato ad alti livelli in competizioni ufficiali continentali e ottenuto vittorie in campionati italiani.
Numerosi sono anche gli impianti, molti dei quali polifunzionali, destinati alla pratica delle discipline sportive.

## Impianti sportivi
Nel quartiere di Fuorigrotta sorge lo stadio Diego Armando Maradona. Edificato nel 1959 ed originariamente noto come Stadio del Sole, fu ribattezzato San Paolo nel 1963, mantenendo la denominazione fino al 2020. Ospitò alcuni incontri del torneo olimpico di calcio del 1960e del campionato mondiale di calcio del 1990. Lo stadio è, fin dalla sua costruzione, sede delle gare interne della S.S.C. Napoli e, oltre ai citati appuntamenti sportivi, ospitò anche la semifinale del campionato europeo di calcio del 1968 tra Italia e Unione Sovietica, nonché incontri della fase a gironi e la finale per il 3º/4º posto dell'Europeo del 1980.
Sulla collina del Vomero è sito, invece, lo stadio Arturo Collana, secondo impianto cittadino per capienza. Utilizzato nel corso degli anni per calcio, rugby e football americano, ospita al proprio interno anche diverse palestre.
Terzo stadio della città è il Caduti di Brema. Inaugurato nel 1965, nel 2019 è stato sottoposto ad una significativa opera di restyling in previsione della XXX Universiade.
A Fuorigrotta sorge anche la piscina olimpionica Felice Scandone, che ospitò le gare acquatiche dei Giochi del Mediterraneo del 1963 e divenne in seguito sede stabile delle gare di pallanuoto delle squadre partenopee. 
Su viale Giochi del Mediterraneo, a poca distanza dalla piscina, vi è il PalaBarbuto, palazzetto da 5500 posti e casa del basket cittadino. L'impianto, in origine costruito come struttura provvisoria, avrebbe dovuto temporaneamente sostituire il palazzetto dello sport Mario Argento, che necessitava di imponenti lavori di adeguamento strutturale. Il PalaArgento fu pressoché totalmente abbattuto nel 2005, ma la ricostruzione non ha mai avuto avvio. Nello stesso quartiere cittadino era anche localizzato lo Sferisterio Partenopeo, teatro di incontri nazionali di pelota basca e ping pong, distrutto da un incendio doloso negli anni Ottanta del secolo scorso e sinora mai ricostruito.
Nel quartiere di Ponticelli, periferia orientale della città, si trova il PalaVesuvio. Impianto polisportivo, il palazzetto può accogliere oltre tremila spettatori ed è sede del Comitato Regionale FIP Campania.
Nella zona del cratere di Agnano sorge l'omonimo ippodromo, uno dei maggiori d'Italia, sede di un importante gran premio di trotto associato all'omonima storica lotteria.
Napoli ospita, inoltre, l'Accademia Nazionale di Scherma all'interno della sede cittadina del CONI.
Tra gli impianti minori della città si annoverano il velodromo Alberico Albricci, anche noto come stadio militare dell'Arenaccia ed attuale sede degli incontri interni della Partenope Rugby, il PalaDennerlein (attualmente in disuso), gli impianti sportivi dell'Università degli Studi di Napoli Federico II e il Villaggio del rugby, che ospita le gare casalinghe dell'Amatori Napoli. 

## Sport di squadra

### Calcio

La rosa del Napoli, campione d'Italia nella stagione 1986-1987

Nel calcio la città è rappresentata in prima divisione nazionale nel campionato maschile (S.S.C. Napoli) e in quello femminile (A.S.D. Napoli).
La S.S.C. Napoli, fondata nel 1926, è il club calcistico più titolato del meridione a livello nazionale e internazionale, avendo vinto quattro scudetti, sei Coppa Italia, due Supercoppa italiana e una Coppa UEFA.
Il giocatore di maggior rilievo ad aver indossato la casacca azzurra è l'argentino Diego Armando Maradona, protagonista del periodo più vittorioso della storia del club. A lui è stato anche intitolato il principale impianto sportivo cittadino, lo stadio in cui la squadra disputa le proprie gare casalinghe. Altri giocatori di livello internazionale ad avere militato nel club sono l'olandese Ruud Krol, i brasiliani Antonio Careca, Omar Sívori e José Altafini e, tra gli italiani, Antonio Juliano, storico capitano del club e campione d'Europa con la nazionale nel 1968, Giuseppe Bruscolotti, Giuseppe Savoldi, Dino Zoff, Bruno Giordano, Ciro Ferrara e, nei primi anni della sua carriera, Fabio Cannavaro. In tempi recenti la casacca azzurra è stata indossata da calciatori come Marek Hamšík, Dries Mertens, Edinson Cavani, Gonzalo Higuaín e Kalidou Koulibaly.
Tra le squadre minori con sede nel capoluogo, si annoverano invece l'Internapoli e il Napoli United. L'Internapoli nacque ufficialmente nel 1964 e approdò in serie C dopo quattro stagioni, restando in terza serie fino al 1971. La società, che ha poi militato lungamente in Serie D, disputa attualmente il campionato di Prima Categoria e vanta una Coppa Italia Dilettanti nel proprio palmarès. Il Napoli United è stato fondato nel 2009 come naturale processo di crescita dell’AfroNapoli United, società nata per promuovere l’inclusione sociale puntando al coinvolgimento di migranti, richiedenti asilo e giovani a rischio di esclusione. Attualmente milita in Eccellenza e disputa le partite interne a Mugnano.
Società meno note sono infine la Nuova Napoli Nord, i cui colori sociali richiamano la principale squadra cittadina, e la C.S. Neapolis, fondata nel 1991. Entrambe disputano il campionato di Eccellenza. 
Tra le società calcistiche non più attive, merita una menzione il Campania. Fondata nel 1975 nella periferia orientale della città, la squadra militò in serie C dal 1980 al 1986. 
Sul versante femminile, la storia dell'A.S.D. Napoli ha avvio nel 2006 con la fusione di due compagini preesistenti: la Venus Arzano e la Calciosmania Napoli. La squadra milita attualmente in Serie A. Nella stagione 2011-2012, anno della promozione in massima serie, giunse anche alla finale di Coppa Italia, perdendo 3 a 2 al termine dei tempi supplementari contro il Brescia.
L'Independent, iscritta al campionato di Serie C per la stagione 2023-2024, rappresenta la seconda squadra della città nel calcio femminile. 
Calcio a 5
Nel calcio a 5 la città è stata lungamente rappresentata dall'A.S.D. Napoli, sciolta ufficialmente nel 2019. La società A.S.D. Napoli Futsal, fondata nel 2012, è riuscita a raccoglierne l'eredità sportiva e milita in Serie A. La squadra ha due trofei in bacheca: la Coppa Italia vinta nel 2024 e la Coppa Italia di Serie A2 nel 2021. 
La Woman Napoli C5 è la selezione partenopea femminile che, dopo aver calcato i parquet della massima serie, è attualmente iscritta al campionato di serie B.
Beach Soccer
La Napoli Beach Soccer rappresenta la città nel calcio da spiaggia dal 2009. Vanta uno scudetto, vinto al termine del primo anno di attività agonistica, e un trionfo al World Winners Cup, prestigioso torneo continentale.

### Pallacanestro
La città è attualmente rappresentata dalla S.S.Napoli Basket, nel 2024 vincitrice della Coppa Italia, che disputa il campionato di serie A1.
La prima società di pallacanestro maschile ad aver raggiunto buoni risultati sportivi fu tuttavia la Partenope Napoli Basket. Fondata nel 1957 come sezione cestistica dell'Associazione Polisportiva Partenope, dal 1998 è attiva unicamente a livello giovanile. 
Nel 1968 conquistò una Coppa Italia e, appena due anni dopo, trionfò in Coppa delle Coppe.
Il Napoli Basket fu fondato nel 1978 e, dopo numerosi campionati disputati in serie A1 e A2, dichiarò fallimento al termine della stagione 1996/1997. 
Altra storica compagine partenopea fu la Società Sportiva Napoli Basket. Originariamente denominata A.P.L.Puteoli, la squadra ebbe la propria prima sede nella vicina Pozzuoli. Il titolo sportivo fu trasferito nel capoluogo nel 1999, anno in cui la società variò denominazione. Nel corso della stagione 2007/2008, la formazione fu esclusa dal campionato di massima serie per inadempienze finanziarie. Dopo oltre 60 anni di storia e una Coppa Italia vinta nel 2006, il 12 gennaio 2010 dichiarò ufficialmente fallimento.
Dal 2005 al 2019 è stata attiva la Dike Napoli Basket, società di pallacanestro femminile, che ha disputato dodici campionati tra serie A1 e serie A2, oltre ad aver vinto la Coppa Italia di serie A2 nel 2014.

### Pallavolo e Pallamano
Nella pallavolo maschile è attiva la S.S.D. Team Volley Napoli, iscritta al campionato di Serie A3. Nella vicina città di Arzano ha sede la Luvo Barattoli Arzano, società con trascorsi nella massima serie nazionale femminile, iscritta al campionato di serie B1.
Nella pallamano, l'Italdrink Napoli San Giorgio ha militato in serie B. 

### Pallanuoto
Lunghissima la serie di successi delle squadre di pallanuoto cittadine. La Rari Nantes Napoli, la Canottieri Napoli e il Posillipo, sebbene in periodi differenti, hanno dominato la scena nazionale ed europea, contribuendo anche ai successi della nazionale, fornendo alla selezione atleti di eccellente caratura. 
Ultime squadre, in ordine cronologico, ad aver ottenuto buoni risultati sono la Napoli Lions, le cui selezioni maschile e femminile disputano il campionato di serie A2, e l'Acquachiara. 

### Rugby a 15
Il rugby a 15 arrivò a Napoli alla fine degli anni venti del XX secolo. Già nel 1929 vi era una squadra di universitari, il GUF Napoli, che prese parte al secondo campionato nazionale di prima divisione, classificandosi secondo nel girone di qualificazione centro-meridionale.
Un'estemporanea Napoli Rugby prese parte al torneo del 1938-39, ma fu nel dopoguerra che la città si insediò per circa un ventennio nell'élite del campionato. Con la fondazione della Associazione Polisportiva Partenope, che inglobò varie realtà sportive cittadine tra cui la preesistente Napoli Rugby, si formò una generazione di giocatori che, oltre a mettersi in risalto internazionale (tra tutti Elio Fusco e Marcello Martone, il primo dei quali rappresentò anche l'Italia in Coppa Europa), portarono la Partenope a vincere due campionati nazionali consecutivi, nel 1965 e nel 1966.
La Partenope Rugby milita attualmente in serie C1, mentre l'Amatori Napoli Afragola, altra squadra cittadina, milita in serie A.

### Football americano
Nel football americano è da segnalare la Briganti Napoli, che milita nella Nine Football League (9FL).

### Baseball
La città è rappresentata nel baseball dalla Napoli Baseball Softball che milita in Serie C.

## Sport individuali
Tra gli atleti di maggior rilievo che hanno ottenuto primati e vittorie a livello internazionale figurano Assunta Legnante, detentrice del record europeo indoor di getto del peso; il pugile Patrizio Oliva, campione olimpico a Mosca nel 1980 e, da professionista, campione europeo e mondiale nelle categorie superleggeri e welter; il judoka Giuseppe Maddaloni, olimpionico ai giochi di Sydney del 2000; il nuotatore Massimiliano Rosolino, anch'egli olimpionico a Sydney nel 2000 e campione mondiale. Ancora nel nuoto, da segnalare la farfallista Caterina Giacchetti, campionessa europea giovanile, vincitrice dei Giochi del Mediterraneo e medaglia di bronzo ai campionati europei in vasca olimpica e in vasca corta.
Nel tennis spiccano Diego Nargiso, vincitore del torneo juniores di Wimbledon nel 1987 e finalista in Coppa Davis con l'Italia nel 1998, e Rita Grande, vincitrice di 8 titoli WTA e a lungo rappresentante dell'Italia in Fed Cup.

### Scherma
A Napoli ha sede l'Accademia Nazionale di Scherma, unico organismo sportivo italiano abilitato a formare i maestri di Scherma e quelli di kendō.
Tra gli specialisti della disciplina che si sono imposti a livello internazionale figurano Ferdinando Meglio, oro nella sciabola ai Giochi di Los Angeles nel 1984; Sandro Cuomo, olimpionico nella spada ai Giochi di Atlanta nel 1966; Diego Occhiuzzi, medaglia d'argento ai Giochi olimpici di Londra del 2012 e campione mondiale nel 2015. 
La finale della sciabola ai Campionati mondiali del 1998, disputata a Chaux-de-Fonds, in Svizzera, vide fronteggiarsi due concittadini napoletani, Raffaello Caserta e Luigi Tarantino, che vinse il titolo.

### Tiro a segno
La sezione del Tiro a Segno Nazionale di Napoli è tra le più titolate d'Italia, avendo vinto tredici titoli nazionali tra il 1996 e il 2013, dei quali 12 consecutivi, ed essendo giunta alla piazza d'onore in altre tre occasioni.

### Badminton
Nella periferia orientale della città opera l'A.P.D. Annapoli Badminton, che nel 2018 ottenne la promozione nella massima serie nazionale. 

## Altri sport

### Ippica

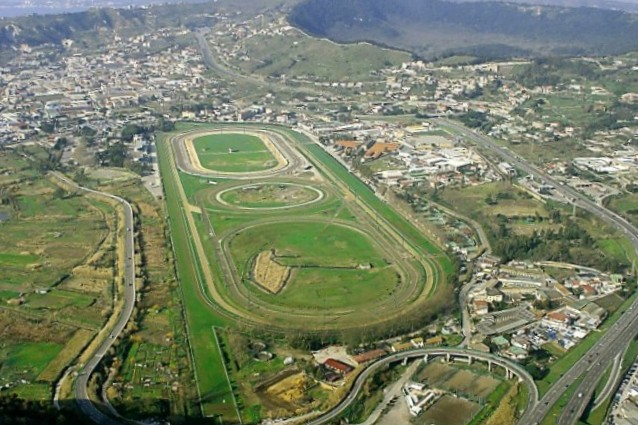
L'Ippodromo di Agnano, nell'ovest cittadino, è il principale impianto sportivo relativo alle corse ippiche a Napoli.

La storia di Napoli si intreccia con quella dell'ippica. Già nel '400 le scuderie reali contavano circa 250 cavalli, provenienti da allevamenti di Monopoli, in Puglia. Nel secolo successivo i baroni di Napoli solevano dedicarsi attivamente al commercio equestre, rientrante tra le attività ritenute adeguate al lignaggio nobiliare. Numerose fonti fanno ascendere all'incrocio con cavalli napoletani anche la razza dei lipizzani, che tornerà a Napoli come variante "napoletano". 
Nel 1523 Federico Grisone, maestro di equitazione, fondò a Napoli la prima accademia europea sull'arte equestre. Giovan Battista Pignatelli, considerato tra i padri dell'equitazione mondiale, fu tra i primi a impostare le basi della disciplina che sarebbe evoluta nel dressage.  A lui è attribuita l'invenzione del metodo dell'addestramento al maneggio, oltre al sistema del piliere, consistente nel far compiere al cavallo percorsi ed esercizi attorno al tronco di un albero, poi sostituito da un semplice palo infisso nel terreno, per addestrarlo originariamente alla disciplina militare e all'arte guerresca.
Numerose sono le scuole di ippica con sede nel capoluogo partenopeo. Napoletano d'adozione è anche il cavallo Varenne, nato a Ferrara, unanimemente considerato il più grande trottatore di tutti i tempi, di proprietà dell'imprenditore partenopeo Enzo Giordano.

### Nautica e Canottaggio
Napoli è la sede di due club storici della vela italiana: il Circolo Canottieri Savoia e il Circolo Canottieri Napoli.
Il Circolo Canottieri, fondato nel 1916, ha sede all'interno del porticciolo del Molosiglio.
Il Circolo Canottieri Savoia, invece, nato nel 1893 come "Royal Yachting Club Canottieri Sebetia", ha sede nel porticciolo di Santa Lucia. 
Numerosi sono i titoli, europei ed olimpici, vinti dai due circoli nautici.
Icone del canottaggio sono, invece, Agostino, Carmine e Giuseppe Abbagnale. I fratelli, tesserati per la Canottieri Stabia, hanno complessivamente vinto cinque medaglie d'oro olimpiche e trionfato in sette occasioni ai mondiali di categoria. Tra gli atleti napoletani ad aver conseguito successi in canoa, si annoverano anche Davide Tizzano, Giuseppe Vicino, Matteo Castaldo e Marco Di Costanzo.

## Manifestazioni sportive

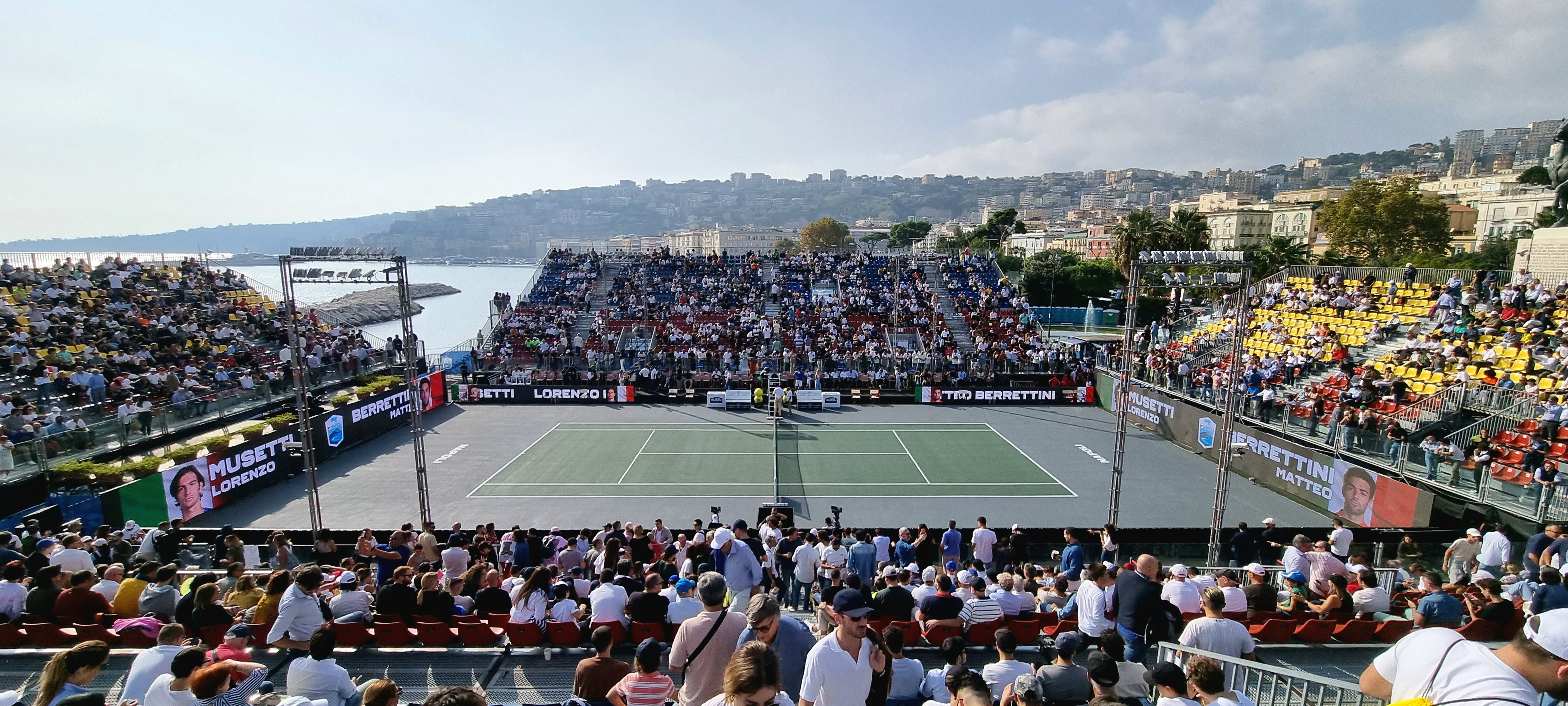
L'Arena del Tennis in occasione della finale della Tennis Napoli Cup 2022

Tra le manifestazioni sportive stabilmente ospitate dalla città si annoverano: 
- la Capri - Napoli, una gara di nuoto gran fondo, valevole per la Coppa del Mondo di specialità;
- il Gran Premio Lotteria di Agnano all'Ippodromo di Agnano;
- la Tennis Napoli Cup;
- il Grand Prix Città di Napoli;
- la Neapolis Marathon, anche nota come Maratona internazionale di Napoli, che rientra tra le più importanti gare sulla distanza organizzate sul territorio italiano e certificate IAAF/AIMS.

Nel 1933 fu istituita la "Coppa Principessa di Piemonte", ribattezzata Gran Premio di Napoli nel 1948 e disputata sino al 1962. La gara automobilistica, corsa nel quartiere di Posillipo, prevedeva l'attraversamento di un circuito cittadino di circa 4 chilometri ed ebbe, tra i partecipanti più illustri, grandi nomi dell'automobilismo come Tazio Nuvolari e Alberto Ascari.
Nel 1960 Napoli ospitò le regate di vela e alcune gare del torneo di calcio dei Giochi Olimpici di Roma.
Nel 1963 fu invece sede della quarta edizione dei Giochi del Mediterraneo e, nel 2006, dei Mondiali di nuoto in acque libere. 
Nell'estate del 2019 si è svolta nel capoluogo campano, e marginalmente in altre località regionali, la XXX Universiade, manifestazione sportiva multidisciplinare attualmente nota come "Giochi mondiali universitari".
Superando la concorrenza della spagnola Saragozza, la città partenopea è stata scelta come "Capitale europea dello Sport" per l'anno 2026.
Dopo esser state tappa delle America's Cup World Series nel 2012 e nel 2013, nel 2027 le acque del golfo saranno inoltre teatro della 38esima edizione dell'America's Cup, per la prima volta in Italia.

### Ciclismo
Giro d'Italia
Napoli è stata sede della cosiddetta "Grande Partenza" del Giro d'Italia in due occasioni: 
- 1963, con il via ufficiale della corsa dato il 19 maggio da via Stella Polare alla volta di Potenza, dove si concluse la prima tappa con il successo di Vittorio Adorni;[12]
- 2013, con il via ufficiale della corsa dato il 4 maggio da piazza del Plebiscito per effettuare un circuito cittadino che ebbe la vittoria del britannico Mark Cavendish.[12]

È stata anche sede di arrivo finale del Giro d'Italia nell'edizione del 1968, con il traguardo del 12 giugno posto allo Stadio Militare dell'Arenaccia, dove si concluse l'ultima tappa proveniente da Chieti con la vittoria di Franco Bodrero e successo finale del belga Eddy Merckx.
In totale, la città è stata sede di tappa della "Corsa Rosa" in ottantotto occasioni (quarantatré partenze e quarantacinque arrivi). Pertanto, Napoli si colloca al quarto posto, dopo Milano, Roma e Torino, nella classifica delle sedi di tappa più ricorrenti nella storia della corsa.
Giro di Campania
Tra il 1911 e il 2001 Napoli è stata teatro anche del Giro di Campania, manifestazione ciclistica con corse in linea o a tappe.